# Coledale Beach
Coledale Beach är en strand i Australien. Den ligger i delstaten New South Wales, i den sydöstra delen av landet, omkring 53 kilometer sydväst om delstatshuvudstaden Sydney. Genomsnittlig årsnederbörd är 1 288 millimeter. Den regnigaste månaden är februari, med i genomsnitt 215 mm nederbörd, och den torraste är juli, med 34 mm nederbörd.